# Queensland Open 1980
Il Queensland Open 1980 è stato un torneo di tennis giocato sull'erba. Il torneo si è giocato a Brisbane in Australia dal 17 al 23 novembre 1980.

## Campioni

### Singolare maschile
Mike Estep ha battuto in finale  John Fitzgerald con il punteggio di 6–3 3–6 6–4

### Doppio maschile
John Fitzgerald /  Chris Johnstone hanno battuto in finale  Greg Whitecross /  Charles Fancutt 2 set a 0

### Singolare femminile
Elizabeth Smylie Sayers ha battuto in finale  Sue Barker con il punteggio di 6–2 6–1

### Doppio femminile
Informazione non disponibile